# 约尔马·佩尔托宁
约尔马·佩尔托宁（芬蘭語：Jorma Peltonen，1944年1月11日—2010年4月30日），芬兰男子冰球运动员。他曾代表芬兰国家队参加1964年、1968年和1972年冬季奥林匹克运动会冰球比赛，最好名次为1968年和1972年冬季奥运会的第五名。